# Världsmästerskap i beachvolleyboll
Världsmästerskap i beachvolleyboll spelas sedan 1997. Åren 1987-1996 spelades världsturneringar i Rio de Janeiro som FIVB inte räknade som världsmästerskap.

## Turneringar
| Tidpunkt | Tidpunkt            | Värd           | Värd          | Podium (damer)                                         | Podium (damer)                                         | Podium (damer)                                                           | Podium (herrar)                                       | Podium (herrar)                                           | Podium (herrar)                                                                   |
| -------- | ------------------- | -------------- | ------------- | ------------------------------------------------------ | ------------------------------------------------------ | ------------------------------------------------------------------------ | ----------------------------------------------------- | --------------------------------------------------------- | --------------------------------------------------------------------------------- |
| År       | Datum               | Ort            | Land          | Guld                                                   | Silver                                                 | Brons                                                                    | Guld                                                  | Silver                                                    | Brons                                                                             |
| 1997     | 10 - 13 september   | Los Angeles    | USA           | Sandra Pires och Jackie Silva Brasilien                | Lisa Arce och Holly McPeak USA                         | Shelda Bede och Adriana Behar Brasilien Karolyn Kirby och Nancy Reno USA | Rogério Ferreira och Guilherme Marques Brasilien      | Canyon Ceman och Mike Whitmarsh USA                       | Dain Blanton och Kent Steffes USA Paulão Moreira och Paulo Emilio Silva Brasilien |
| 1999     | 19 - 24 juli        | Marseille      | Frankrike     | Shelda Bede och Adriana Behar Brasilien                | Annett Davis och Jenny Johnson Jordan USA              | Liz Masakayan och Elaine Youngs USA                                      | José Loiola och Emanuel Rego Brasilien                | Martin Laciga och Paul Laciga Schweiz                     | Rogério Ferreira och Guilherme Marques Brasilien                                  |
| 2001     | 1 - 5 augusti       | Klagenfurt     | Österrike     | Shelda Bede och Adriana Behar Brasilien                | Tatiana Minello och Sandra Pires Brasilien             | Eva Celbová och Soňa Nováková Tjeckien                                   | Mariano Baracetti och Martín Conde Argentina          | José Loiola och Ricardo Santos Brasilien                  | Vegard Høidalen och Jørre Kjemperud Norge                                         |
| 2003     | 14 - 19 oktober     | Rio de Janeiro | Brasilien     | Misty May och Kerri Walsh USA                          | Shelda Bede och Adriana Behar Brasilien                | Natalie Cook och Nicole Sanderson Australien                             | Emanuel Rego och Ricardo Santos Brasilien             | Dax Holdren och Stein Metzger USA                         | Márcio Araújo och Benjamin Insfran Brasilien                                      |
| 2005     | 21 - 26 juni        | Berlin         | Tyskland      | Misty May-Treanor och Kerri Walsh USA                  | Larissa França och Juliana Silva Brasilien             | Tian Jia och Wang Fei Kina                                               | Márcio Araújo och Fábio Luiz Magalhães Brasilien      | Sascha Heyer och Paul Laciga Schweiz                      | Julius Brink och Kjell Schneider Tyskland                                         |
| 2007     | 24 - 29 juli        | Gstaad         | Schweiz       | Misty May-Treanor och Kerri Walsh USA                  | Tian Jia och Wang Fei Kina                             | Larissa França och Juliana Silva Brasilien                               | Phil Dalhausser och Todd Rogers USA                   | Dmitri Barsuk och Igor Kolodinsky Ryssland                | Andrew Schacht och Joshua Slack Australien                                        |
| 2009     | 26 juni - 5 juli    | Stavanger      | Norge         | Jennifer Kessy och April Ross USA                      | Larissa França och Juliana Silva Brasilien             | Maria Elisa Antonelli och Talita Antunes Brasilien                       | Julius Brink och Jonas Reckermann Tyskland            | Alison Cerutti och Harley Marques Silva Brasilien         | Phil Dalhausser och Todd Rogers USA                                               |
| 2011     | 13 - 19 juni        | Rom            | Italien       | Larissa França och Juliana Silva Brasilien             | Misty May-Treanor och Kerri Walsh USA                  | Xue Chen och Zhang Xi Kina                                               | Alison Cerutti och Emanuel Rego Brasilien             | Márcio Araújo och Ricardo Santos Brasilien                | Julius Brink och Jonas Reckermann Tyskland                                        |
| 2013     | 1 - 7 juli          | Stare Jabłonki | Polen         | Xue Chen och Zhang Xi Kina                             | Karla Borger och Britta Büthe Tyskland                 | Liliane Maestrini och Bárbara Seixas Brasilien                           | Alexander Brouwer och Robert Meeuwsen Nederländerna   | Álvaro Morais Filho och Ricardo Santos Brasilien          | Jonathan Erdmann och Kay Matysik Tyskland                                         |
| 2015     | 26 juni - 5 juli    | Haag           | Nederländerna | Ágatha Bednarczuk och Bárbara Seixas Brasilien         | Fernanda Alves och Taiana Lima Brasilien               | Maria Elisa Antonelli och Juliana Silva Brasilien                        | Alison Cerutti och Bruno Oscar Schmidt Brasilien      | Reinder Nummerdor och Christiaan Varenhorst Nederländerna | Evandro Oliveira och Pedro Solberg Salgado Brasilien                              |
| 2017     | 28 juli - 6 augusti | Wien           | Österrike     | Laura Ludwig och Kira Walkenhorst Tyskland             | April Ross och Lauren Fendrick USA                     | Larissa França och Talita Antunes Brasilien                              | Evandro Oliveira och André Stein Brasilien            | Clemens Doppler och Alexander Horst Österrike             | Viacheslav Krasilnikov och Nikita Liamin Ryssland                                 |
| 2019     | 28 juni - 7 juli    | Hamburg        | Tyskland      | Sarah Pavan och Melissa Humana-Paredes Kanada          | Alix Klineman och April Ross USA                       | Taliqua Clancy och Mariafe Artacho del Solar Australien                  | Oleg Stoyanovskiy och Viacheslav Krasilnikov Ryssland | Julius Thole och Clemens Wickler Tyskland                 | Anders Mol och Christian Sørum Norge                                              |
| 2022     | 10 - 19 juni        | Rom            | Italien       | Eduarda Santos Lisboa och Ana Patrícia Ramos Brasilien | Sophie Bukovec och Brandie Wilkerson Kanada            | Svenja Müller och Cinja Tillmann Tyskland                                | Anders Mol och Christian Sørum Norge                  | Renato Carvalho och Vitor Felipe Brasilien                | André Stein och George Wanderley Brasilien                                        |
| 2023     | 6–15 oktober        | Tlaxcala       | Mexiko        | Sara Hughes och Kelly Claes USA                        | Ana Patrícia Ramos och Eduarda Santos Lisboa Brasilien | Kristen Nuss och Taryn Kloth USA                                         | Ondřej Perušič och David Schweiner Tjeckien           | David Åhman och Jonatan Hellvig Sverige                   | Bartosz Łosiak och Michał Bryl Polen                                              |